# Placynthium pannariellum
Placynthium pannariellum är en lavart som först beskrevs av William Nylander och som fick sitt nu gällande namn av Hugo Magnusson. 
Placynthium pannariellum ingår i släktet Placynthium och familjen Placynthiaceae.  Arten är reproducerande i Sverige. Inga underarter finns listade i Catalogue of Life.